# Ministro de Cultura del Perú
El ministro de Cultura del Perú es el encargado oficial del ministerio homónimo. El cargo fue creado el 18 de agosto de 2010 durante el segundo gobierno de Alan García.

## Historia
El primer ministro de Cultura del Perú fue el antropólogo Juan Ossio Acuña, quien juramentó el 4 de septiembre del 2010, en Lima. Así informó la prensa aquel día:

«El antropólogo e historiador Juan Ossio Acuña juró hoy como primer titular del Ministerio de Cultura ante el presidente de la República, Alan García, en una ceremonia que se realizó en el Salón Dorado de Palacio de Gobierno. “Tiene usted el privilegio de ser el primer ministro de Cultura juramentado en el Perú, privilegio que envidio”, indicó el mandatario antes de tomar el juramento de ley. Luego, Ossio tomó juramento a Bernardo Roca Rey Miró Quesada como viceministro de Patrimonio Cultural e Industrias Culturales del citado portafolio.»